# إميل بريتون
إميل بريتون (بالفرنسية: Émile Breton)‏ هو رسام فرنسي، ولد في 8 مارس 1831 في كوريريس في فرنسا، وتوفي بنفس المكان في 22 نوفمبر 1902.